# 日がな半日ゲーム部暮らし
『日がな半日ゲーム部暮らし』（ひがなはんにちげーむぶぐらし）は祥人による4コマ漫画作品。ゲーム雑誌『電撃PlayStation』の付録冊子「電撃4コマ」で連載された。全4巻。

## 内容
とある女子高のテレビゲームで遊ぶ部活動「ゲーム部」を舞台に、一癖も二癖もあるゲーム部員たちが織り成す学園コメディ。
主人公みひろの高校入学から卒業までを描く劇中時間と、連載時の実時間はほぼ対応しており、次世代ハード競争や新型機の発売など、連載期間である2004年～2007年当時のゲーム業界の時事ネタも取り上げられている。

## 登場人物
みひろ
本作の主人公。苗字は「長住（ながすみ）」。セミロングの髪を後ろで2つおさげにしている。高校入学後「高校でゲーム部を作る!」という野望に燃えていたが、すでに存在していたために野望喪失しつつもそのまま入部。
明るく前向きな性格で、ゲームにかける愛や情熱も人一倍。反面学生の本分である勉強はおろそかにしがち。立てた計画を実行するのも苦手で、勉強のみならずゲームでもやらず終いのいわゆる「積みゲー」を作ってしまうことが多々ある。
中学時代には視力が良かったようだが、高校に入ってから「ガタが来た」ようで、以降ゲームプレイ時には眼鏡（黒縁）を着用するようになる。
第11話にてゲーム部長になり、持ち前の後先考えない行動力でゲーム部を牽引。高校卒業後にもOGとして頻繁に顔を出しているため、新入部員に顧問の先生と間違われたりする。
かーはら
本名の苗字は「川原（かわはら）」、下の名前は不明。肩までのクセのある髪を後ろでくくり、オーバル（楕円）タイプの眼鏡を着用。みひろの親友で、ともにゲーム部に入部。胸は「かなり大きい」。
みひろよりも比較的冷静な常識人であり、しばしば暴走しがちなみひろをたしなめたり、みひろの熱のこもった（的外れな）発言を一通り聞き終えた後、冷静に一言ツッコミを入れる役回り。とはいえゲームにかける情熱は、みひろとどっこいどっこい。
シリーズ物のゲームについて、何度も期待を裏切られた経験からアンチな態度を取ってしまうことがある。
第11話でゲーム部会計になる。
阿佐美（あさみ）
苗字は不明。みひろやかーはらより2年上の先輩。ベリーショートの髪型にツーブリッジの眼鏡を着用。
理知的な外見や雰囲気に似合わず、現実逃避しがちな一面も持ち、受験が迫る時期にもかかわらず、一再ならず部活に顔を見せる。
ゲームのキャラでは「ヒゲの似合うダンディなおじ様」が好み。
高校卒業後はネットゲームにハマり、オフ会にも顔を出していると語る。
むっちゃん
みひろ、かーはらの2つ上の先輩で、阿佐美とは入部当初からの付き合い。ボリュームのある髪を後ろでくくっている。
本名は明らかにされず、「むっちゃん」という愛称ばかり先行してしまったため、みひろなどに本名を覚えられていない。
言葉遣いがそれとなく男っぽく、女子高生やくの一、美少女アンドロイドなど女性キャラが好きで、女子ばかりのゲーム部にあって、いい兄貴分的存在。
同じくゲーム好きな兄がおり、色々と悪態をつきながらも仲は悪くない模様で、むしろブラコン気味な一面も見せる。
将来「気は優しくて力はないけど、頭のすごくいい人（ねぐせオプションつき）と結婚できたらいい」と語る。大学に入ってからは（理想通りか不明だが）彼氏が出来た模様。
作者曰く、デザインコンセプトは「サムライ」。
加寿子（かずこ）
みひろ、かーはらの1つ上の先輩。丸眼鏡を着用。料理やお菓子作りが得意で、加寿子が差し入れてくる手作りおやつはゲーム部員には垂涎の的。
おっとりした性格だが、管理栄養士になる目標を持っていたり、受験勉強にも高校3年開始時から取り組み推薦で進路決定したりと、人一倍しっかりした面も見せる。
ゲーム部顧問のはたちゃんに憧れを抱いている様子。
あっきー
本名は「秋山 たえ（あきやま たえ）」。みひろ達の1学年後輩。雪華が入部するまではゲーム部一の高身長だった。広めの額にストレートのセミロング。
生来のゲーム好きで、高校受験時には『ポケ単』入りポケステをお守りにするほど。
引っ込み思案かつ思い込みの激しい性格で、周囲の期待に応えようとしては頑張り過ぎて空回りしてしまうことが多い。また、気を回しすぎる面もあり、些細なことでも深く考え過ぎ、一人でテンパってしまう。
中学時代にはあまり友人が多くなかったこともあり、オープンにゲームの話を出来るゲーム部では舞い上がりがち。入部早々部員からファーストネームで呼ばれることとなった後輩の雪華には、思わずやきもちを抱いて自己嫌悪に陥ってしまう。
手持ちのぬいぐるみには、名前のみならず家族、友人、三角関係その他入り乱れた設定を付けていたりする。
第21話でみひろの後を継ぐかたちでゲーム部部長となる。
ユウちゃん
本名は「大島 結城（おおしま ゆうき）」。みひろ、かーはらの1つ下の後輩。あっきーとは中学時代からの親友。
ゲームに対する興味はそれほどでもないが、友達のあっきーに誘われ、天文部とかけもちで入部。いわゆる「一般人」的視点から、あっきー及びゲーム部員にツッコミを入れる役回りに。
第21話で、消去法的にゲーム部会計に。
雪華（ゆきか）
苗字は日佐（おさ）。みひろ達の2学年下の後輩。あっきーよりもさらに身長が高い、ゲーム部一の高身長キャラ。
ファザコンの傾向が強く、ゲームの大好きな父に褒められたい一心で、「修行」のためにゲーム部に入部する。また名前の由来を「父親がはじめてプリンセスにできた娘の名前から」と誇らしげに語る。
父親が眼鏡をかけていることから、自らも視力を悪くし眼鏡をかけたいと願うものの、叶わずにいる。そのため高校に入ってから視力が落ち眼鏡をかけるようになったみひろを、「我が師」と仰ぐ。
作者曰く、デザインコンセプトは「ロボ子」。本作の次に描かれた『ユッカ』の主人公、ユッカのモチーフともなっている。
はたちゃん
ゲーム部顧問の男性教師。好々爺然とした風貌かつ性格。
部活動にはあまり顔を見せないため「レアポップ」と称され、はたちゃんに触った日は「AVGでは面白いように謎が解ける」「ACTでは決して足場を踏み外さず」「RPGではレアアイテムが手に入る」等のご利益があるというなどというジンクスが部員の間で設定されてしまった。
ゲーム神
元々は阿佐美がプライズマシンで取ってきたクマ型のぬいぐるみだが、部室に置かれていたのをみひろが見つけ、ゲームの神として奉ったもの。ゲームが上手くなる他、ゲームに絡むことなら割と幅広いご利益がある…ということにされている。
メモリーカードを抱えたり、季節によって飾り付けされたり、お供え物をされたり、時に額に赤三角のシールを貼られたりする、神様と言うより部のマスコット的存在。
単行本カバー裏では「紙ぶくろマン（本編では第2話のみ登場したキャラ）」とともにおまけ漫画を担当。
雪華の父
雪華の父親、本名は不明。筋金入りのゲームオタクで、本棚はゲームの攻略本で埋まるほど。
他人のゲームプレイには横から一々アドバイスを入れたり、店頭でのゲームのジャンル分けに関する一家言をぶち上げたりと、（雪華以外の人間にとっては）典型的なダメ人間で、そのことを妻である雪華の母に度々怒られている。

## 単行本
単行本4巻には後日談の描き下ろしも収録。
- 日がな半日ゲーム部暮らし1 ISBN 4-8402-3665-8 2006年11月15日 初版
- 日がな半日ゲーム部暮らし2 ISBN 978-4-8402-3955-4 2007年7月20日 初版
- 日がな半日ゲーム部暮らし3 ISBN 978-4-8402-4037-6 2007年12月15日 初版
- 日がな半日ゲーム部暮らし4 ISBN 978-4-04-867281-8 2008年8月29日 初版